# Янович, Сергей Александрович
Серге́й Алекса́ндрович Яно́вич (1877, Аскино, Уфимская губерния — 1935, Ленинград) — русский морской офицер.

## Биография
Родился в селе Аскино Бирского уезда Уфимской губернии.
Окончил Морской кадетский корпус (1897).
Вахтенный начальник на транспорте «Камчадал» и минном крейсере «Гайдамак» (1898—1899).
Участник похода в Китай (1900—1901), после чего состоял преподавателем офицерского класса Учебно-артиллерийского отряда.
В 1902 г. начал разработку проекта погружающегося судна («катера малой видимости»), который представил на рассмотрение в феврале 1904 г. Лодка проекта С. А. Яновича строилась в Санкт-Петербурге на заводе Лесснера, в июне 1904 г. прошла испытания и в марте 1905 г. была зачислена в состав флота под названием «Кета». Её командиром 24 марта был назначен лейтенант С. А. Янович. Лодка предназначалась для защиты во взаимодействии с береговыми батареями ближних подступов к Николаевску-на-Амуре. 1 июля 1905 г. «Кета» под командой лейтенанта Яновича в проливе Невельского обнаружила два японских миноносца и вышла на них в атаку. В 10 кабельтовых от цели лодка села на неотмеченную на карте мель, однако японские миноносцы, заметив её, легли на обратный курс и более не предпринимали попыток проходить проливом Невельского. С 3 июня по 20 сентября 1905 г. «Кета» совершила 170 выходов в море. С. А. Янович командовал «Кетой» до осени 1906 г., после чего был переведен на службу в Особую комиссию по организации прибрежной обороны, был управляющим делами по строительству Амурской флотилии. В декабре 1908 г. зачислен в береговой состав.
Капитан 2 ранга (1913).
С января 1916 г. состоял в распоряжении помощника морского министра.
К 25 октября 1917 г. оставался в чине капитана 2-го ранга.
В советское время работал техником на строительстве Волховской ГЭС, а позже, до выхода на пенсию в 1934 г., — инженером в отделе главного механика Кировского завода в Ленинграде.